# Megacyclops viridis
Megacyclops viridis is een eenoogkreeftjessoort uit de familie van de Cyclopidae. De wetenschappelijke naam van de soort is voor het eerst geldig gepubliceerd in 1820 door Jurine.